# Royal New Zealand Yacht Squadron
Il Royal New Zealand Yacht Squadron è uno dei più prestigiosi yacht club della Nuova Zelanda.
Il club fu fondato nel 1859 come "Auckland Yacht Club". Il nome fu cambiato in "Royal New Zealand Yacht Squadron" quando ricevette il "royal patronage" nel 1902.
La sede del Club è a Auckland, in Nuova Zelanda.
Il Royal New Zealand Yacht Squadron è membro dell'International Council of Yacht Clubs.

## Eventi sportivi
Il Royal New Zealand Yacht Squadron ha organizzato diversi eventi e regate a livello internazionale.

### America's Cup
Il Club partecipa alla America's Cup dal 1988 con il Team New Zealand.
Si fece già notare nel 1992 quando perse di misura la finale della Louis Vuitton Cup contro Il Moro di Venezia, ma il Team New Zealand riuscì a coronare il proprio sogno conquistando la Coppa America nel 1995, e riuscì a difenderla anche nel 2000 nelle acque casalinghe contro il team Luna Rossa. Nell'edizione del 2003 la perse dopo la sconfitta in finale da parte di Alinghi.
Nell'edizione 2007, ha vinto la Louis Vuitton Cup battendo in finale Luna Rossa, perdendo poi la finale di Coppa America contro gli svizzeri di Alinghi con il punteggio di 2-5, mostrando comunque il buon valore dell'equipaggio che ha reso i match races della coppa tra i più combattuti delle ultime edizioni.